# WASP-1b
WASP-1b là một ngoại hành tinh khá gần ngôi sao WASP-1, cách Trái Đất 1.300 năm ánh sáng. Với khối lượng ít nhất 0,86 ± 0,87, nhiệt độ ở bề mặt rất nóng.

## Đặc điểm
Hành tinh WASP-1b có khối lượng ít nhất 0,86 ± 0,87 lần khối lượng sao Mộc, nhiệt độ bề mặt khá nóng như vậy có 1.800 °K (1.526,88 °C), khoảng cách từ ngôi sao đến hành tinh gần hơn khoảng cách từ Mặt Trời đến Sao Thủy là 0.0328 AU. Hành tinh này nằm trong chòm sao Tiên Nữ.